# Linton Vassell
Linton Vassell (Londres, 3 de junho de 1983) é um lutador de artes marciais mistas inglês, atualmente compete no Peso Meio Pesado do Bellator MMA. Ele foi Campeão Meio Pesado do UCMMA e já lutou no Cage Warriors.

## Carreira no MMA

### Começo da carreira
Vassell começou a treinar artes marciais mistas aos 23 em 2007 na Milton Keynes. Após treinar por seis meses ele venceu sua primeira luta amadora contra Ian Tobell em Outubro de 2007, três semanas depois ele lutou pelo Título do AMMA contra Danny Hudson, que ele venceu por finalização.
Vassell foi derrotado por Stav Economou em uma decisão  pelo Título Peso Pesao Vago do UWC.
Após vencer sua próxima luta ele foi para o Cage Warriors, onde ele enfrentou Simon Carlsen, ele derrotou por decisão no Cage Warriors 41.
Após vencer duas lutas no UCMMA ele ganhou o Título Meio Pesado do UCMMA.

### Reinado Meio Pesado do UCMMA
Em 4 de Fevereiro de 2012, Vassell derrotou Aurelijus Kerpe para se tornar o novo Campeão Meio Pesado do UCMMA, que estava vago porque Jimi Manuwa havia assinado com o BAMMA.
Ele defendeu com sucesso seu título pela primeira vez quando derrotou Nick Chapman por finalização no segundo round.
Linton Vassell enfrentou Zelg Galesic pelo Título Meio Pesado do UCMMA em 2 de Fevereiro de 2013. Zelg abriu a luta com uma impressionante trocação, mas Vassell colocou a luta para o chão, onde ele dominou Galesic e venceu a luta por nocaute técnico no primeiro round e manteve o Título Meio Pesado do UCMMA.

### BAMMA
Vassell era esperado para enfrentar Jason Jones no BAMMA 11, mas teve que se retirar da luta com uma lesão.

### Bellator MMA
Em 7 de Agosto de 2013 o Bellator anunciou que that Vassell havia assinado um contrato com a promoção. Ele fez sua estreia contra Matt Jones em 8 de Novembro de 2013 no Bellator 107. Vassell venceu a luta por decisão unânime.
Vassell retornou ao cage do Bellator em 28 de Março de 2014 no Bellator 114, ele enfrentou Trevor Carlson. Vassell venceu por finalização com um mata leão no segundo round.
Em sua seguinte apariçaõ no Bellator, Vassell enfrentou Virgil Zwicker no Bellator 122 em 25 de Julho de 2014. Vassell venceu por finalização no primeiro round.
Vassell enfrentou o campeão Emanuel Newton pelo Cinturão Meio Pesado do Bellator no Bellator 130 em 24 de Outubro de 2014. Ele foi derrotado por finalização no quinto round da luta.
Vassell enfrentou o veterano Rameau Thierry Sokodjou em 27 de Fevereiro de 2015 no Bellator 134 e venceu por nocaute técnico no segundo round.

## Títulos
- Olympian MMA Championships
  - Título Meio Pesado Britânico do OMMAC (Uma vez)
- Ultimate Challenge MMA
  - Título Meio Pesado do UCMMA (Uma vez)

## Cartel no MMA
| Cartel no MMA   |             |            |
| 20 lutas        | 15 vitórias | 4 derrotas |
| Por nocaute     | 6           | 2          |
| Por finalização | 7           | 1          |
| Por decisão     | 2           | 1          |
| Empates         | 0           | 0          |
| No contest      | 1           | 1          |

| Res.    | Cartel   | Oponente                 | Método                           | Evento                             | Data       | Round | Tempo | Local                         | Notas                                                  |
| ------- | -------- | ------------------------ | -------------------------------- | ---------------------------------- | ---------- | ----- | ----- | ----------------------------- | ------------------------------------------------------ |
| Vitória | 20-8 (1) | Ronny Markes             | TKO (socos)                      | Bellator 254                       | 10/12/2020 | 2     | 3:37  | Uncasville, Connecticut       |                                                        |
| Vitória | 19-8 (1) | Sergei Kharitonov        | TKO (socos)                      | Bellator 234                       | 15/11/2019 | 2     | 3:15  | Tel Aviv                      |                                                        |
| Derrota | 18-8 (1) | Valentin Moldavsky       | Decisão (unânime)                | Bellator 218                       | 22/03/2019 | 3     | 5:00  | Tackerville, Oklahoma         | Retornou aos Pesados.                                  |
| Derrota | 18-7 (1) | Phil Davis               | KO (chute na cabeça)             | Bellator 200: Carvalho vs. Mousasi | 25/05/2018 | 3     | 1:05  | Londres                       |                                                        |
| Derrota | 18-6 (1) | Ryan Bader               | TKO (socos)                      | Bellator 186: Bader vs. Vassell    | 03/11/2017 | 2     | 3:58  | University Park, Pennsylvania | Pelo Cinturão Meio Pesado do Bellator.                 |
| Vitória | 18-5 (1) | Liam McGeary             | Finalização (triângulo de braço) | Bellator 179                       | 19/05/2017 | 3     | 2:28  | Londres                       |                                                        |
| Vitória | 17-5 (1) | Francis Carmont          | Decisão (unânime)                | Bellator 165                       | 19/11/2016 | 3     | 5:00  | San Jose, Califórnia          |                                                        |
| Vitória | 16-5 (1) | Emanuel Newton           | Decisão (unânime)                | Bellator 149                       | 19/02/2016 | 3     | 5:00  | Houston, Texas                |                                                        |
| Derrota | 15-5 (1) | Muhammed Lawal           | Decisão (unânime)                | Bellator 142                       | 19/09/2015 | 3     | 5:00  | San Jose, California          |                                                        |
| Vitória | 15-4 (1) | Rameau Thierry Sokoudjou | TKO (socos)                      | Bellator 134                       | 27/02/2015 | 2     | 3:18  | Uncasville, Connecticut       |                                                        |
| Derrota | 14-4 (1) | Emanuel Newton           | Finalização (mata leão)          | Bellator 130                       | 24/10/2014 | 5     | 0:47  | Mulvane, Kansas               | Pelo Cinturão Meio Pesado do Bellator.                 |
| Vitória | 14–3 (1) | Virgil Zwicker           | Finalização (mata leão)          | Bellator 122                       | 25/07/2014 | 1     | 1:07  | Temecula, California          |                                                        |
| Vitória | 13–3 (1) | Trevor Carlson           | Finalização (mata leão)          | Bellator 114                       | 28/03/2014 | 2     | 1:54  | Salt Lake City, Utah          |                                                        |
| Vitória | 12–3 (1) | Matt Jones               | Decisão (unânime)                | Bellator 107                       | 08/11/2013 | 3     | 5:00  | Thackerville, Oklahoma        | Estreia no Bellator.                                   |
| Vitória | 11–3 (1) | Zelg Galešić             | TKO (socos)                      | UCMMA 32                           | 02/02/2013 | 1     | 4:31  | Inglaterra                    | Defendeu o Título Meio Pesado do UCMMA.                |
| Vitória | 10–3 (1) | Nick Chapman             | Finalização (mata leão)          | UCMMA 29                           | 18/08/2012 | 2     | 0:55  | Londres                       | Defendeu o Título Meio Pesado do UCMMA.                |
| Vitória | 9–3 (1)  | Aurelijus Kerpe          | Finalização (chave de braço)     | UCMMA 26: The Real Deal            | 04/02/2012 | 1     | 3:16  | Londres                       | Ganhou o Título Meio Pesado do UCMMA.                  |
| Vitória | 8–3 (1)  | Zsolt Balla              | TKO (socos)                      | UWC 17: Bad to the Bone            | 08/10/2011 | 1     | 2:09  | Essex                         |                                                        |
| Vitória | 7–3 (1)  | Simon Carlsen            | Decisão (unânime)                | Cage Warriors FC 41                | 24/04/2011 | 3     | 5:00  | Londres                       |                                                        |
| Vitória | 6–3 (1)  | Rolandas Cizauskas       | TKO (socos)                      | UCMMA 18: Face Off                 | 05/02/2011 | 1     | 4:21  | Londres                       |                                                        |
| Derrota | 5–3 (1)  | Matti Mäkelä             | TKO (socos)                      | SC 6: Lion's Den                   | 29/10/2010 | 3     | 4:10  | Estocolmo                     |                                                        |
| NC      | 5–2 (1)  | Adrian Preda             | Sem Resultado                    | UCMMA 16: Unbelievable             | 23/10/2010 | 1     | N/A   | London                        | Golpe no olho acidental.                               |
| Vitória | 5–2      | Kevin Thompson           | Finalização (mata leão)          | OMMAC 5: Showdown                  | 05/06/2010 | 1     | 4:21  | Liverpool                     | Ganhou o Título Meio Pesado Britânico do OMMAC.        |
| Vitória | 4–2      | Nick Nembherd            | TKO (socos)                      | UWC 12: Revolution                 | 20/03/2010 | 1     | 2:49  | Essex                         |                                                        |
| Derrota | 3–2      | Stav Economou            | Decisão (unânime)                | UWC 11: Onslaught                  | 28/11/2009 | 3     | 5:00  | Essex                         | Pelo Título Peso Pesado do Ultimate Warrior Challenge. |
| Vitória | 3–1      | Svajunas Siacuila        | Finalização (chave de dedo)      | UWC 10                             | 28/06/2009 | 1     | 0:48  | Essex                         |                                                        |
| Vitória | 2-1      | Reza Mahdavian           | TKO (socos)                      | UWC 9                              | 22/03/2009 | 1     | 2:35  | Essex                         |                                                        |
| Derrota | 1–1      | Shola Adeniran           | TKO (socos)                      | UWC 8: Vendetta                    | 08/11/2008 | 3     | 3:43  | Essex                         |                                                        |
| Vitória | 1–0      | Chris Greig              | Finalização (mata leão)          | FX3: Fight Night 9                 | 13/09/2008 | 1     | 3:19  | Reading                       |                                                        |